# The Evpatoria Report
The Evpatoria Report is een Zwitserse postrockband. De band werd opgericht in januari 2002 en bestaat uit vijf leden. Zij hebben concerten gegeven in Parijs en toerden door heel Zwitserland samen met bands als Red Sparowes, Calexico, The Appleseed Cast en Mono.
De naam van de band komt van de Oekraïense stad Jevpatorija - soms geromaniseerd tot Evpatoria - waar de parabolische antenne RT-70 (P-2500) staat, die berichten de ruimte instuurt (A Message From Earth, Cosmic Call), en probeert het menselijk leven te omschrijven: “Het Evpatoria bericht", in het Engels: “The Evpatoria Report”.
Hun album Golevka is genoemd naar de planetoïde Golevka die in 1991 door deze telescoop werd ontdekt.

## Leden van de band

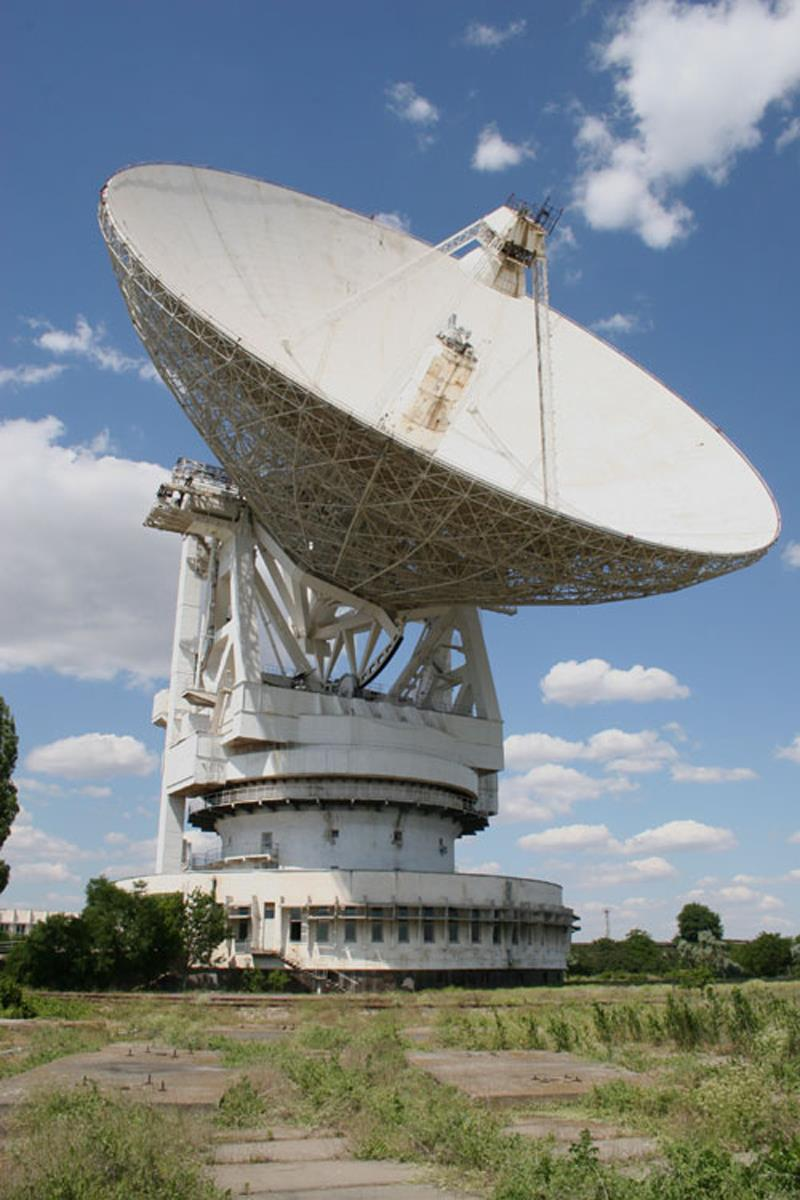
De 70-m parabolische radiotelescoop in Jevpatorija waardoor de band zich heeft laten inspireren.

- Laurent Quint - Elektrische gitaar
- Simon Robert- Elektrische gitaar
- David Di Lorenzo - Basgitaar
- Fabrice Berney - Drums en glockenspiel
- Daniel Bacsinszky - Viool en toetsen

## Discografie
- The Evpatoria Report (2003) Een ep met twee nummers
  1. Naptalan
  2. Voskhod Project
- Golevka (2005) cd
  1. Prognoz (14:00)
  2. Taijin Kyofusho (11:00)
  3. Cosmic Call (14:07)
  4. C.C.S Logbook (8:34)
  5. Optimal Region Selector (9:19)
  6. Dipole Experiment (11:35)
- MAAR (2008) cd
  1. Eighteen Robins Road (16:53)
  2. Dar Now (14:09)
  3. Mithridate (10:56)
  4. Acheron (19:35)